# Irrigon, Oregon
Irrigon, Oregon (енгл. Irrigon) град је у америчкој савезној држави Орегон.

## Демографија
По попису из 2010. године број становника је 1.826, што је 124 (7,3%) становника више него 2000. године.
| Група             | 2000.         | 2010.         |
| Белци             | 1.186 (69,7%) | 1.164 (63,7%) |
| Афроамериканци    | 3 (0,2%)      | 8 (0,4%)      |
| Азијати           | 7 (0,4%)      | 11 (0,6%)     |
| Хиспаноамериканци | 464 (27,3%)   | 584 (32,0%)   |
| Укупно            | 1.702         | 1.826         |